# هولتزه
هولتزه (به آلمانی: Holtsee) یک شهر در آلمان است که در رندسبورگ-اکرنفورده واقع شده‌است.
 هولتزه  ۱٬۳۶۳ نفر جمعیت دارد.